# Soberanía del consumidor
[...]
La soberanía del consumidor es la libertad y el poder que disfrutan en un mercado libre los consumidores, quienes son los únicos que deciden qué bienes y servicios adquirir y, a través de su compra o su abstención de compra, la calidad y cantidad de bienes y servicios que deben producir las empresas, qué productos triunfan y cuáles no.
La capacidad de los consumidores de determinar el volumen y la estructura de la oferta a través de la demanda generada por sus decisiones de compra es una de las características fundamentales de una economía de mercado, ya que en la libertad individual que tal economía exige son los consumidores quienes deben decidir en qué utilizar su ingreso.

## Motivaciones
La gente adquiere cosas por motivos muy diversos. Algunos podrían ser:
- El precio de un bien.
- La calidad o el diseño de un bien.
- La publicidad y el marketing.
- Las preferencias de cada uno.
- El local comercial más próximo al hogar distribuye una determinada marca de un producto y no otra.
- Factores relacionados con la psicología de masas que suscitan el rechazo hacia unos bienes en favor de otros.

## Término
El término fue acuñado originalmente por William Hutt en una crítica al keynesianismo, para describir el rol de los consumidores y los productores en el proceso de mercado. El primero en formular el concepto de soberanía del consumidor fue Ludwig von Mises, al explicar que en el proceso de oferta y demanda, aun cuando los empresarios y capitalistas podrían dirigir la economía, estos en máxima instancia siguen las órdenes de los consumidores.
Mises sostiene, a través de este concepto y de manera alegórica, que el mercado es la mejor forma de democracia que hay y, puesto que los productores buscan ganancias y los consumidores «votan» que productos se quedan o se van, lo que el productor busca es satisfacer estas elecciones. 
En contraparte, Murray Rothbard sostuvo que el término es un desacierto, puesto que soberanía es un término político que implica control y la capacidad de coerción para hacerlo valer; un control de este tipo de los consumidores sobre la producción sería ilegítimo. Además, hace notar que la regla de la mayoría de la democracia no se aplica a un mercado libre, ya que en este las minorías no están obligadas a adherirse a las decisiones mayoritarias (véase: nicho de mercado).

## Ideal o realidad
Para la mayoría de economistas neoclásicos la completa soberanía de los consumidores es un ideal en lugar de una realidad a causa de la existencia —o incluso la ubicuidad— de los fallos de mercado. Algunos economistas de la escuela de Chicago y la escuela austriaca ven la soberanía del consumidor como una realidad en una economía de mercado libre sin interferencia del gobierno u otras instituciones de no-mercado o instituciones anti-mercado, como los monopolios o carteles. Es decir, las supuestas fallas del mercado son en realidad una consecuencia de fuerzas de no-mercado.